# Veniamine Sozine
Veniamine Innokentevitch Sozine est un joueur d'échecs et un théoricien des échecs russe né en 1896 et mort en 1956 à Léningrad.
Depuis les années 1950, le nom de Sozine a été donné à l'Attaque Sozine (6. Fc4 dans la défense sicilienne). Sozine avait réintroduit ce coup (déjà joué en 1882), dans la pratique lors d'une partie Sozine-Rokhline, Odessa, 1929. Sozine a publié plusieurs livres sur les échecs.

## Carrière dans les tournois
Sozine participa à plusieurs championnats d'URSS entre 1923 et 1931. En 1923, Sozine finit troisième du tournoi général du deuxième championnat d'URSS (tournoi « général » remporté par Sergueïev devant Boris Verlinski) et troisième du tournoi de Novgorod (victoire de Ilia Rabinovitch). En 1924, il fut neuvième du troisième championnat d'URSS avec 9 points sur 17, puis dix-septième en 1925. En 1928, il termina deuxième du tournoi de Léningrad remporté par I. Rabinovitch. En 1929, il fut éliminé en quart de finale du championnat d'URSS. En 1931, il termina seizième de la finale du championnat d'URSS sur dix-huit joueurs mais battit le vainqueur Mikhaïl Botvinnik. Il finit deuxième du tournoi de maître de Léningrad en 1935 remporté par Andor Lilienthal. En 1937, il gagna le championnat du club Métallist devant Vitali Tchekhover.